# Maechidius tumidifrons
Maechidius tumidifrons är en skalbaggsart som beskrevs av Britton 1957. Maechidius tumidifrons ingår i släktet Maechidius och familjen Melolonthidae. Inga underarter finns listade i Catalogue of Life.